# تپه گل‌نشین
تپه گل‌نشین ساری مربوط به هزاره اول قبل از میلاد است و در شهر ساری، بخش مرکزی، روستای گل‌نشین واقع شده و این اثر در تاریخ ۱ مهر ۱۳۸۲ با شمارهٔ ثبت ۱۰۲۹۶ به‌عنوان یکی از آثار ملی ایران به ثبت رسیده است. این تپه با تپه فتاحی و تپه دیگر، سه ضلع یک مثلث را تشکیل می‌دهد که روستای گل‌نشین در مجاورت این مثلث قرار دارد.